# Fort van Brest

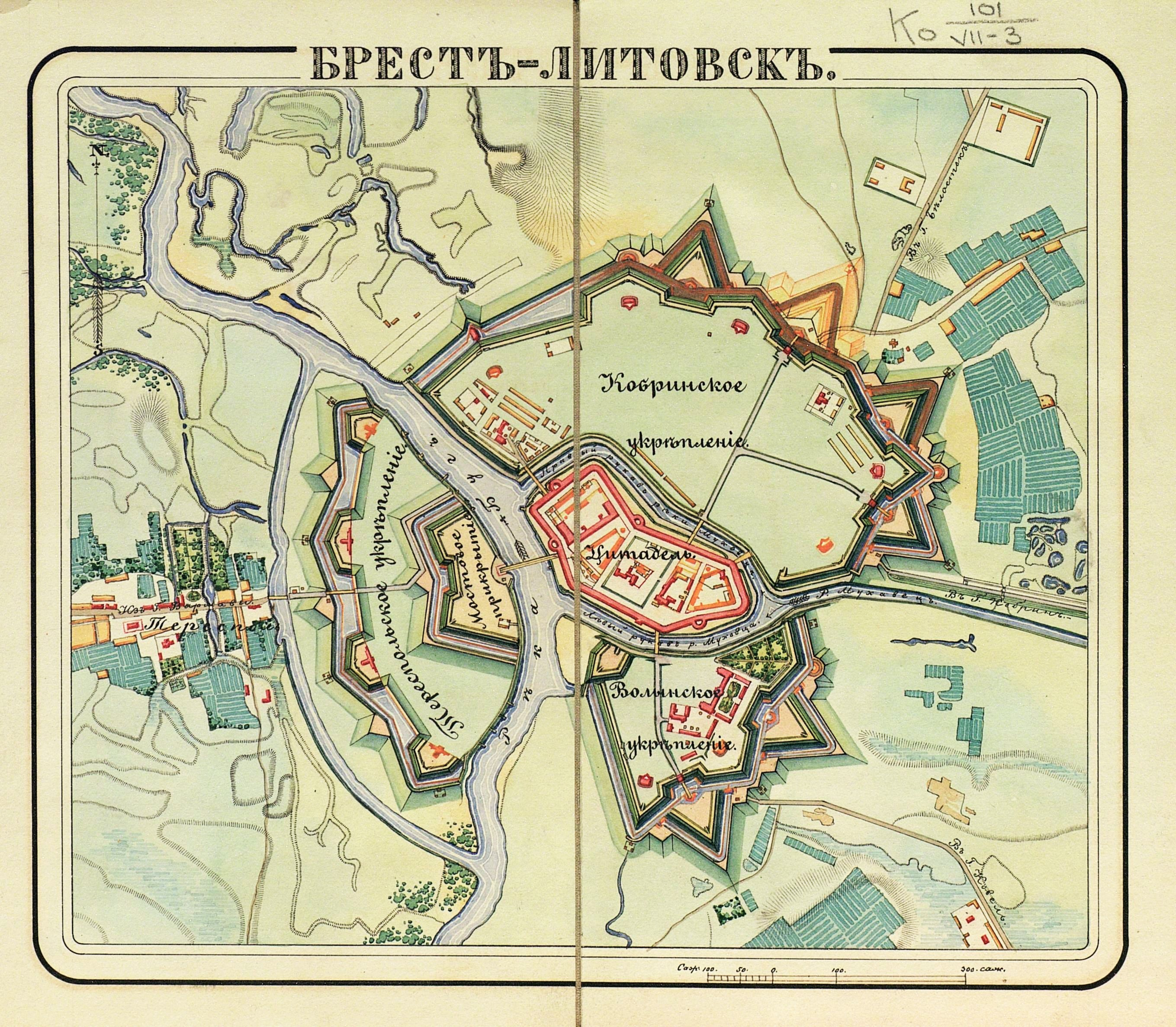
De vestingwerken van Brest in 1834

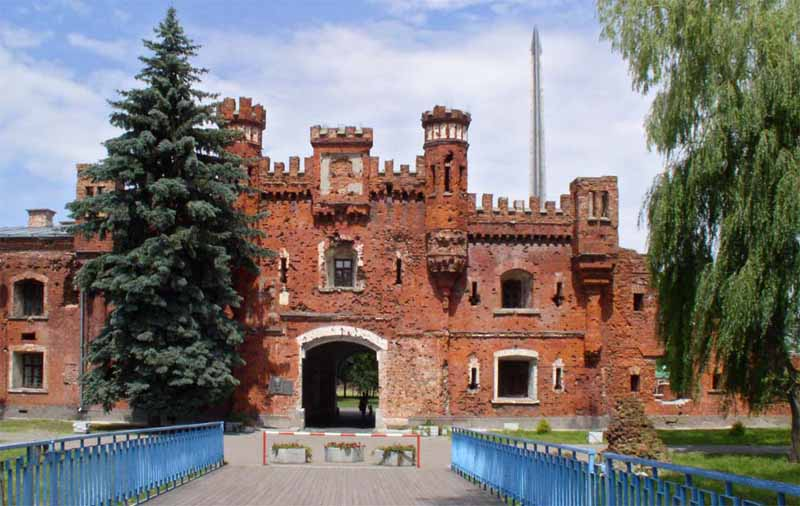
Kholm poort, een van de hoofdpoorten van de citadel

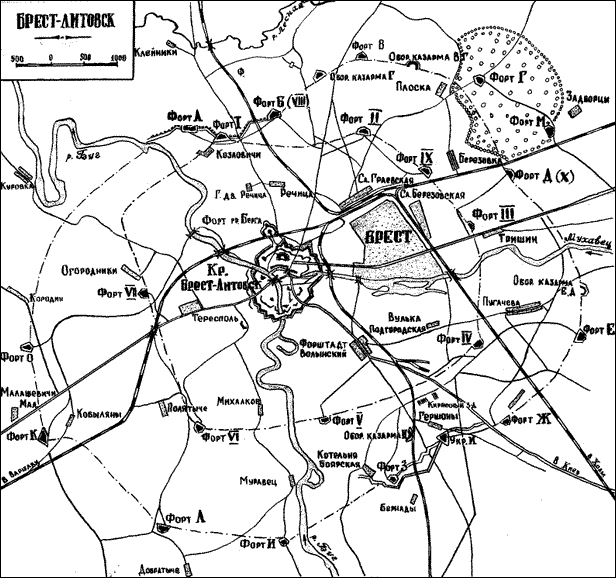
Kaart van het fort van Brest en twee linies van forten eromheen (1913)

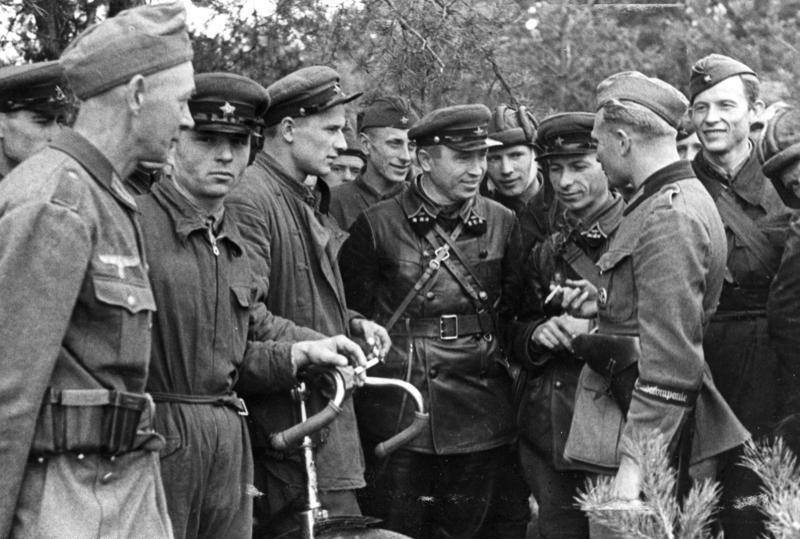
Russische en Duitse soldaten in Polen

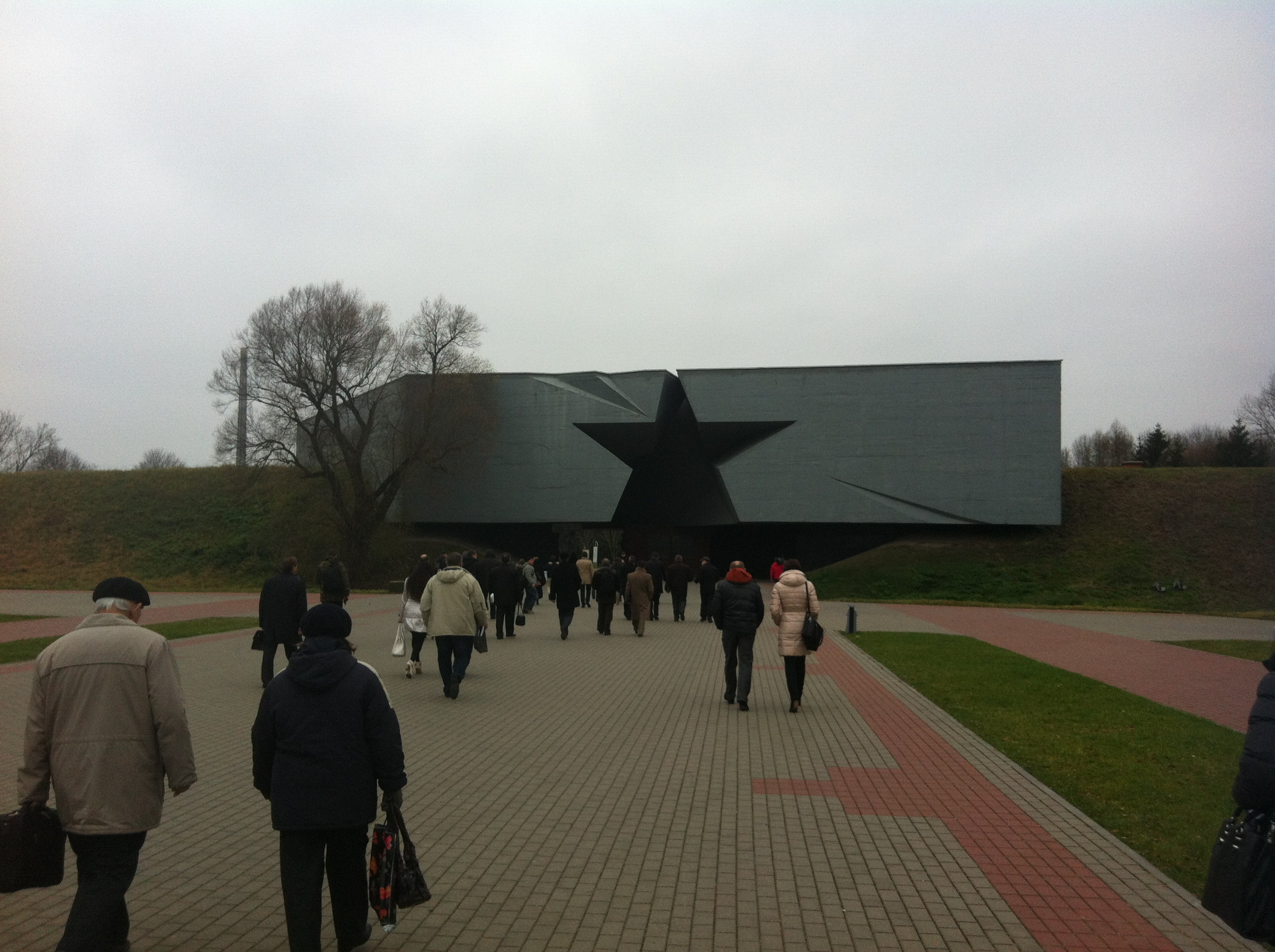
De entree van het fort van Brest

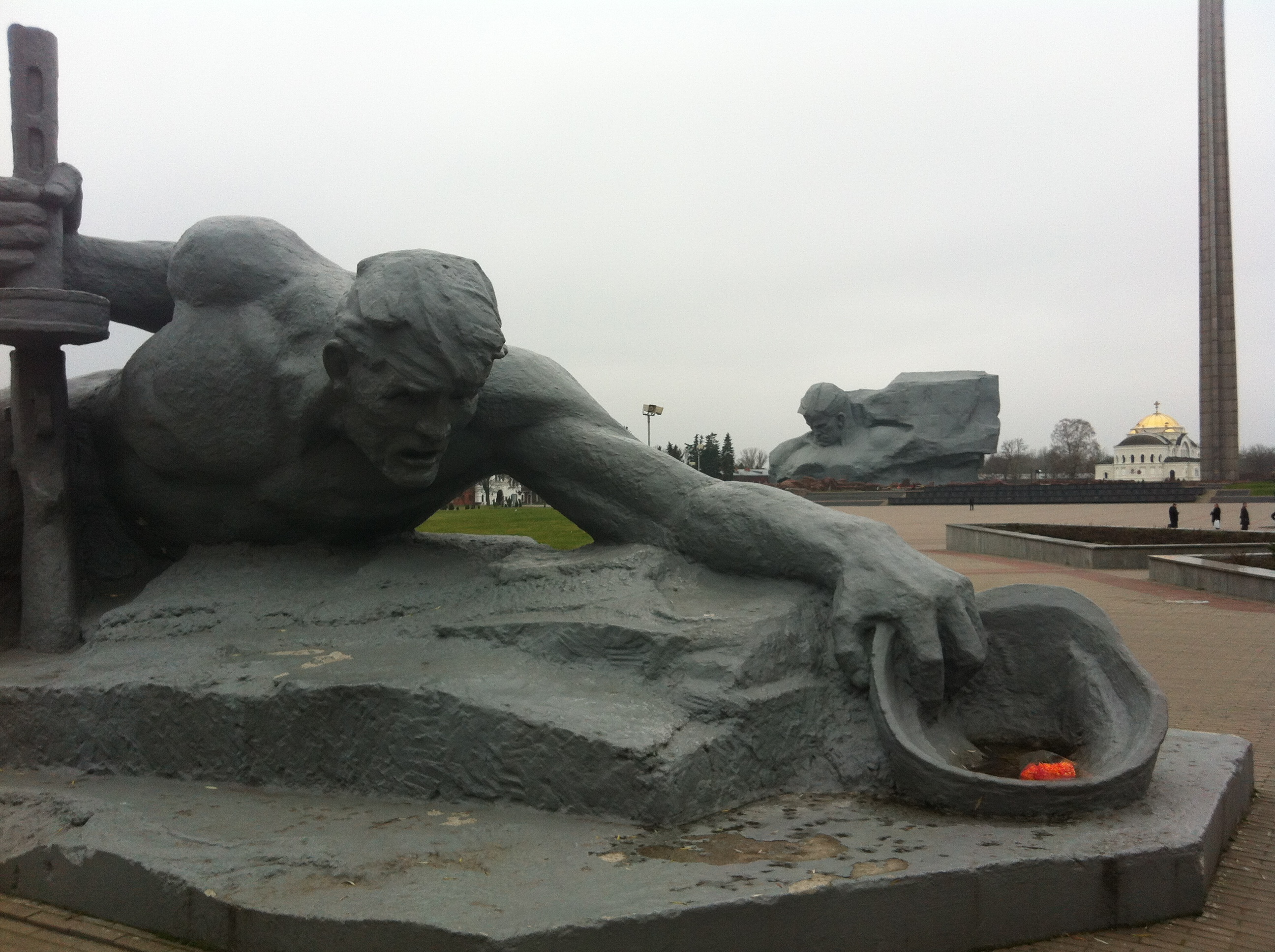
Het hoofdeiland van het fort van Brest

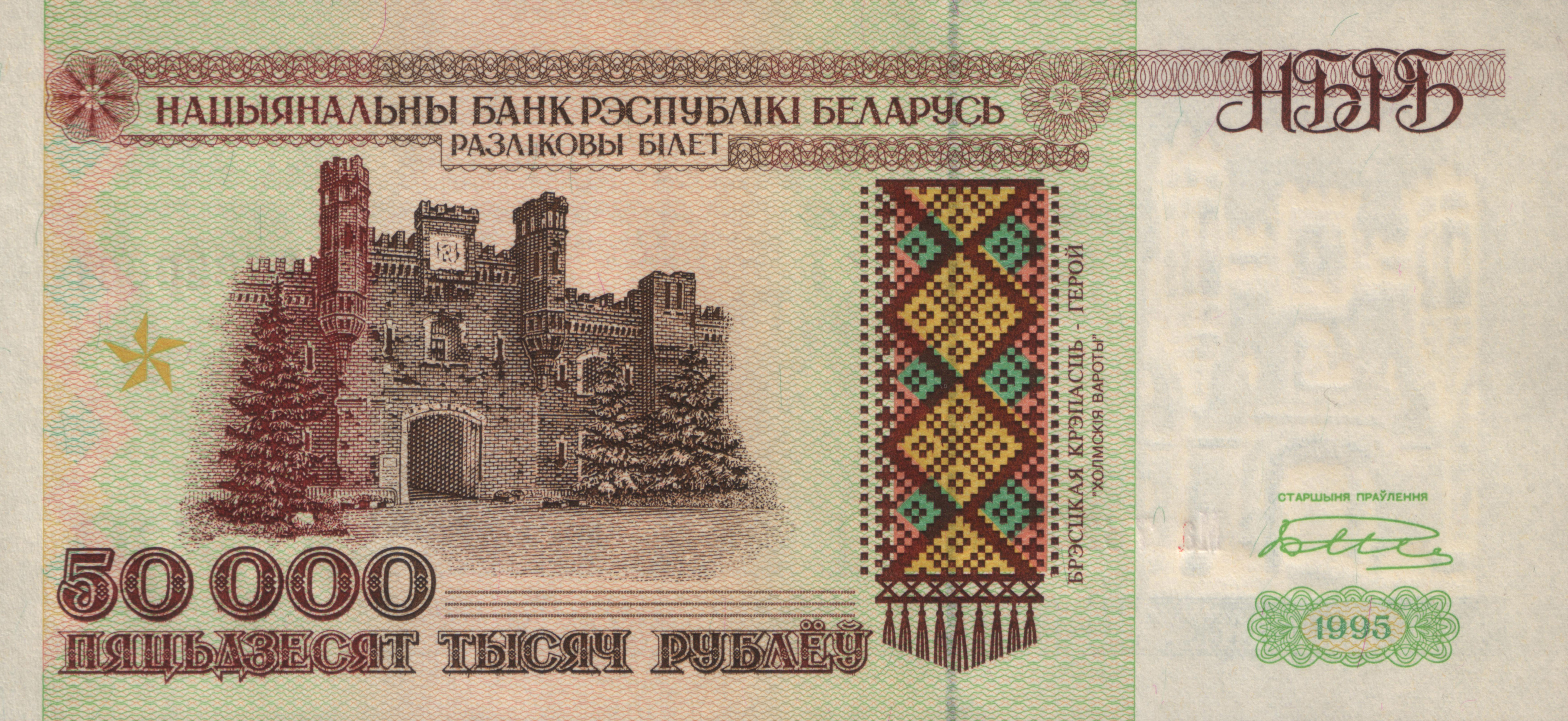
Kholm poort op een bankbiljet

Het Fort van Brest (Wit-Russisch: Брэсцкая крэпасць, Russisch: Брестская крепость, Pools:  Twierdza brzeska), voorheen Fort van Brest-Litovsk geheten, was een 19e-eeuwse fortificatie in Brest (Wit-Rusland). Het werd gebouwd in opdracht van de Russische ingenieur Karl Opperman op de plaats van middeleeuwse Litouwse kasteel. Tegenwoordig vormen de overblijfselen van het 10e-eeuwse kasteel, het 19e-eeuwse fort en de monumenten uit de Sovjetperiode het zogeheten "fort van Brest" (Wit-Russisch: Брэсцкая крэпасць, Brestskaya krepasts'; Russisch: Брестская крепость, Brestskaya krepost'; Pools: Twierdza brzeska).

## Aanleiding bouw fort
Brest-Litovsk had een belangrijke militair-strategische positie in het westen van het Keizerrijk Rusland. Het ligt aan een kanaal dat de Dnjepr en de Westelijke Boeg verbindt en langs de kortste weg over land tussen Warschau en Moskou. De politieke en militaire situatie van de 18e eeuw was voor Rusland aanleiding de verdediging van de stad te versterken. 
In 1796 werd een commissie opgericht. Onder leiding van generaal-majoor graaf P.K. Sukhtelen kwam er een plan om de 200 kilometer lange grens met Pruisen en Oostenrijk-Hongarije te verdedigen met negen forten, waaronder het fort van Brest-Litovsk. Door het uitbreken van de oorlog met Napoleon (1806-1807) werden de plannen niet uitgevoerd. In 1807 werd de noodzaak van de plannen bevestigd, maar door de oorlog met Zweden die in 1808 begon werden de uitvoering van de plannen weer vertraagd.
Na 1825 gaf keizer Nicolaas I opdracht de verdediging van de westelijke grens opnieuw te bekijken. In het nieuwe plan werden oude en nieuw te bouwen forten geprojecteerd die samen drie verdedigingslijnen vormden. Hierin kwam wederom het fort van Brest-Litovsk ter sprake, maar ditmaal niet in de eerste verdedigingslinie maar in de tweede. In 1829 verscheen het bouwplan voor het fort. In 1830 werd het plan aan de keizer gepresenteerd en kon de bouw beginnen.

## De bouw
Twee jaar later begon de bouw. Aanvankelijk werden alleen aarden fortificaties gebouwd. Op 1 juni 1836 werd eerste steen gelegd voor de gebouwen. De belangrijkste bouwwerkzaamheden waren voltooid in april 1842. Het fort bestond uit een citadel en drie vestingwerken met een totale oppervlakte van 4 km². De omtrek was zo'n 6,4 kilometer. In de citadel, het centrale deel van het fort, staat een grote kazerne van rode baksteen. De muren van de citadel zijn twee meter dik en hierin lagen 500 kazematten met een bezetting van 12.000 soldaten. Het centrale fort bevindt zich op het eiland gevormd door de Boeg en twee zijtakken van de rivier Moechavets. Op 26 april 1842 werd het fort van de 1e klasse officieel in gebruik genomen.
In de periode 1864-1888 werd het geheel gemoderniseerd en uitgebreid. Er werd een nieuwe kring van forten omheen gelegd met een totale lengte van 32 km. In 1913 begon de bouw van een tweede ring van vestingwerken met een omtrek van 45 km, maar bij het uitbreken van de Eerste Wereldoorlog was dit werk nog niet voltooid.

## Eerste Wereldoorlog
Met het uitbreken van de oorlog werd het fort gemobiliseerd. Met man en macht werd gewerkt aan extra versterkingen en in het voorjaar van 1915 was het werk afgerond. Ondanks alle voorbereidende activiteiten werd op het laatste moment besloten het fort niet te verdedigen. De bewapening en voorraden werden afgevoerd en op 1  augustus 1915 werd het fort verlaten en gedeeltelijk opgeblazen door Russische troepen. Op 3 maart 1918 werd hier de Vrede van Brest-Litovsk getekend waarmee de oorlog voor de Sovjet-Unie ten einde kwam. 
Het fort was tot eind 1918 in handen van de Duitsers en vervolgens kwam het onder controle van Polen. In 1919 brak de Pools-Russische Oorlog uit. Het fort werd gebruikt als kamp voor Sovjet- en Oekraïense krijgsgevangenen. In 1920 kwam het korte tijd in handen van het Rode Leger, maar ging al snel weer verloren. In het interbellum werd het fort gebruikt als kazerne, militair depot en als politieke gevangenis.

## Tweede Wereldoorlog
Op 2 september 1939, de dag na het uitbreken van de Tweede Wereldoorlog, werd het fort gebombardeerd door vliegtuigen van de Luftwaffe. In het fort waren enkele Poolse militaire eenheden gelegerd en gemobiliseerde reservisten, die in afwachting waren van transport naar hun eenheden. Op 11 september werd de gepensioneerde generaal Konstantin Plisovsky benoemd tot hoofd van het garnizoen, bestaande uit zo’n 2.000-2.500 man. Twee dagen later werden de families van de militairen geëvacueerd, werden de hoofdpoorten geblokkeerd door tanks en lagen er loopgraven voor de infanterie in de aarden wallen.
Het 19e gepantserde korps onder bevel van generaal Heinz Guderian viel 14 september de stad en het fort aan, maar de aanval werd afgeslagen. Duitse artillerie en vliegtuigen begonnen het fort te bombarderen. De volgende ochtend, na hevige straatgevechten, veroverden de Duitsers het grootste deel van de stad en de verdedigers trokken zich terug in het fort. Vanaf 14 september werden zeven Duitse aanvallen afgeslagen, maar hierbij ging zo’n 40% van de Poolse gevechtskracht verloren. In de nacht van 17 september gaf de gewonde Plisovski het bevel om het fort te verlaten en de Boeg naar het zuiden over te steken. Op 22 september werd Brest door de Duitsers overgedragen aan het Rode Leger.
Op 22 juni 1941 waren er zo'n 9000 Russische soldaten in Brest en omgeving aanwezig. De Duitsers hadden ongeveer 15.000 man samengetrokken gesteund door tanks, artillerie en vliegtuigen. Volgens het plan moest het fort op de eerste dag van de oorlog om 12.00 uur in Duitse handen zijn. Op 22 juni om 4:15 uur begon de Duitse artillerie met de beschieting en werden voorraden en de watervoorziening vernietigd, de communicatie verbroken en sneuvelden Russische soldaten. Een half uur later begon de aanval, van gecoördineerde weerstand was geen sprake. In de avond trok een deel van de Russische soldaten zich terug, maar enkele duizenden soldaten bleven in het fort achter om het gevecht voort te zetten. Het duurde tot 29 juni voordat het hele fort in Duitse handen was.
De stad Brest en het fort werd in 1944 heroverd door de Sovjet-Unie. 
Het fort kreeg daarom in 1965 de eretitel heldenfort. Tijdens de Sovjetperiode gingen veel schoolreisjes (van de Pioniers) naar het fort. Hierdoor ontwikkelde Brest in de tweede helft van de 20e eeuw een toeristische industrie.
Het complex werd toegevoegd aan de voorlopige Werelderfgoedlijst van UNESCO op 30 januari 2004.

## Trivia
- Het fort is gebruikt als afbeelding voor papiergeld en voor postzegels.
- In 2010 kwam er een film uit over de strijd in en om het fort in juni 1941, getiteld Брестская крепость (Fort van Brest).